# 広瀬順晧
広瀬 順晧（ひろせ よしひろ、1944年 - 2023年2月6日）は、日本の歴史学者。専門は日本近現代史。駿河台大学名誉教授。

## 略歴
東京都出身。1970年早稲田大学大学院政治学研究科修士課程修了。国立国会図書館憲政資料室、駿河台大学文化情報学部教授、同大学メディア情報学部教授を経て名誉教授。

## 著書
- 岩壁義光・小林和幸 共編『史料で透視する近代日本　歴史資料解読入門』（ゆまに書房、2004年）
- 保阪正康 対談共著『昭和史の一級史料を読む』（平凡社新書、2008年）

訳書
- ハーバート・ファイス『原爆と第二次世界大戦の終結』（南窓社、1974年）。佐藤栄一・山本武彦・黒柳米司・伊藤一彦共訳

## 刊行史料
- （川崎勝）野沢鶏一編著『星亨とその時代』（平凡社〈東洋文庫〉全2巻、1984年）
- 『近代演説討論集』全19巻・別巻（ゆまに書房、1987年-1988年）
  - （季武嘉也・村瀬信一・西川誠）共編著『近代日本政党機関誌記事総覧』全2巻（柏書房、1988年）
- （伊藤隆）『牧野伸顕日記』（中央公論社、1990年）
- 『地方財政概要』全10巻（クレス出版、1991年）
- 『朝鮮総督府施政年報』全30巻（クレス出版、1991年-1992年）
- 『日本帝国国勢一斑』全14巻（クレス出版、1994年）
- （伊藤隆）『松本学日記』（山川出版社、1995年）
- （我部政男）『勅奏任官履歴原書　国立公文書館所蔵』上・下巻（柏書房、1995年）
- （我部政男・西川誠）『明治前期 地方官会議史料集成　第1期』全8巻（柏書房、1996年）
- （我部政男・岩壁義光）『太政官期 地方巡幸史料集成』全24巻（柏書房、1997年-1999年）
  - （岩壁義光）解説『太政官期地方巡幸研究便覧』（柏書房、2001年）
- （尚友倶楽部・櫻井良樹）『伊集院彦吉関係文書』全2巻（芙蓉書房出版、1997年）
- 『明治前期地方産業報告書 『興業意見』材料』全14巻・別巻（ゆまに書房、1997年）
- （我部政男・西川誠）『明治前期 地方官会議史料集成　第2期』全6巻（柏書房、1997年）
- （岩壁義光）『影印 原敬日記』全17巻（北泉社、1998年）
- 『政治談話速記録』全10巻 <近代未刊史料叢書1>（ゆまに書房、1998年-1999年）
- 『伊東巳代治日記・記録　未刊翠雨荘日記』全7巻 <近代未刊史料叢書3>（ゆまに書房、1999年）
- （小林和幸）『帝国議会 貴族院事務局報告　明治期』全11巻（クレス出版、1999年）
- 『朝鮮満蒙地誌叢書』全3巻（クレス出版、2000年）
- 『近代外交回顧録』全5巻 <近代未刊史料叢書5>（ゆまに書房、2000年）
- 『拓務省 拓務統計』全4巻（クレス出版、2000年）
- 『参謀本部歴史草案』全7巻・別冊 <近代未刊史料叢書5>（ゆまに書房、2001年）
- 『日本外地銀行史資料』全6巻（クレス出版、2002年）
- 『全国市町村便覧』全5巻（クレス出版、2003年）
- 『外務省茗荷谷研修所旧蔵記録　戦中期植民地行政史料　教育・文化・宗教篇』全26リール・別巻（ゆまに書房、2003年）
- 『外務省茗荷谷研修所旧蔵記録　戦中期植民地行政史料　経済篇』全137リール・別巻4（ゆまに書房、2005年-2009年）
- 『朝鮮総督府 生活状態調査 地域編』全5巻（クレス出版、2006年）
- （尚友倶楽部ほか）『田健治郎日記』全7巻（芙蓉書房出版、2008年-2018年）
- 『日本植民地下の朝鮮研究』（クレス出版、2011年）
- 『戦争調査会事務局書類』（ゆまに書房、2016年）、ほか多数